# Михайлівка (Кіжингинський район)
Михайлівка (рос. Михайловка) — село Кіжингинського району, Бурятії Росії. Входить до складу Сільського поселення Верхньокодунський сомон.
Населення — 560 осіб (2015 рік).